# Forks
Forks ist eine Stadt am westlichen Rand des Olympic-Nationalparks im US-Bundesstaat Washington. Die Stadt liegt nahe dem Quileute-Reservat. Sie wurde erst am 28. August 1945 gegründet und hat 3335 Einwohner (Stand: Volkszählung 2020) auf einer Fläche von 8,1 Quadratkilometern. Ihren Namen erhielt sie durch ihre Lage zwischen den drei Flüssen Sol Duc, Bogachiel und Calawah River. Am 20. September 1951 brach nach einer langen Trockenzeit von 108 Tagen ohne Regen östlich von Forks ein Waldbrand aus, der sich rasch ausbreitete. 28 Wohnhäuser und einige andere Gebäude in Forks wurden durch das Feuer zerstört, ehe das Feuer durch Regen gestoppt wurde und schließlich gelöscht werden konnte.
Forks zeichnet sich durch holzverarbeitende Industrie aus. Das Forks Timber Museum gibt einen Einblick in die Geschichte der Forst- und Holzwirtschaft in der Region. Außerdem ist Forks ein beliebter Ausgangspunkt, um den Olympic-Nationalpark zu erkunden. Die Washington State Road 110, die La Push Road, führt Richtung La Push und Rialto Beach, so dass der Pazifik in weniger als einer halben Autostunde erreicht werden kann. Neun Kilometer südlich von Forks liegt der kleine Bogachiel State Park.
Die Stadt erreichte durch die Bücher der Vampirreihe Twilight von Stephenie Meyer internationale Bekanntheit, da Meyer die fünf Romane der Reihe (Bis(s) zum Morgengrauen, Bis(s) zur Mittagsstunde, Bis(s) zum Abendrot, Bis(s) zum Ende der Nacht und Bis(s) zum ersten Sonnenstrahl – Das kurze zweite Leben der Bree Tanner) in Forks spielen lässt. Durch den großen Erfolg der Bücherserie und der daraus entstandenen Spielfilme ist Forks ein beliebtes Ausflugsziel der Twilight-Fans geworden.

## Klima
|                       | Jan   | Feb   | Mär   | Apr   | Mai   | Jun  | Jul  | Aug  | Sep   | Okt   | Nov   | Dez   |   |         |
| Mittl. Tagesmax. (°C) | 8     | 10    | 16    | 17    | 17    | 18   | 20   | 21   | 20    | 15    | 10    | 8     | ⌀ | 15      |
| Mittl. Tagesmin. (°C) | 1     | 2     | 2     | 3     | 5     | 8    | 9    | 10   | 8     | 5     | 3     | 1     | ⌀ | 4,8     |
|                       |       |       |       |       |       |      |      |      |       |       |       |       |   |         |
| Niederschlag (mm)     | 372,1 | 339,1 | 278,9 | 189,0 | 140,0 | 88,9 | 59,4 | 67,8 | 105,4 | 274,6 | 406,7 | 393,7 | Σ | 2.715,6 |

| 1 |

| 2 |

| 2 |

| 3 |

| 5 |

| 8 |

| 9 |

| 10 |

| 8 |

| 5 |

| 3 |

| 1 |

| 1 |

| 2 |

| 2 |

| 3 |

| 5 |

| 8 |

| 9 |

| 10 |

| 8 |

| 5 |

| 3 |

| 1 |

| N i e d e r s c h l a g | 372,1 | 339,1 | 278,9 | 189,0 | 140,0 | 88,9 | 59,4 | 67,8 | 105,4 | 274,6 | 406,7 | 393,7 |
|                         | Jan   | Feb   | Mär   | Apr   | Mai   | Jun  | Jul  | Aug  | Sep   | Okt   | Nov   | Dez   |

## Wirtschaft und Infrastruktur

### Chamber of Commerce
Die Forks Chamber of Commerce (Handelskammer) liegt am südlichen Ende der Stadt am Highway. Sie vertritt alle ihr angeschlossenen Geschäfte und Restaurants in Forks. Touristen können sich hier über Forks informieren und einige Souvenirs erwerben.

### Verkehr
Der Highway 101 durchläuft die Stadt von Nord nach Süd und ist die einzige Verbindung von und nach Forks. In nördlicher Richtung ist Port Angeles ca. eine Autostunde entfernt. Die nächste größere Stadt im Süden am Highway 101 ist Aberdeen.
Forks ist über die Washington State Route 110 mit dem Quileute-Reservat verbunden.
Der Flughafen von Forks wird überwiegend für kleine Privatflugzeuge genutzt, ist aber auch bei medizinischen Notfällen die schnellste Verbindung nach Seattle.

### Twilight
Die Twilight-Bücher und -Filme sind für Forks zu einem bedeutenden Wirtschaftsfaktor geworden. Viele Geschäfte bieten Souvenirs und Fan-Artikel an. Es werden Twilight-Touren mit Bussen durch die Stadt angeboten. Restaurants und Gaststätten machen mit Twilight-Menüs auf sich aufmerksam. Damit kommen die Inhaber dem ständig anwachsendem Strom der Touristen entgegen; allein 2009 haben etwa 70.000 Touristen Forks besucht und sich im Gästebuch der Chamber of Commerce eingetragen. 2010 erschien unter dem Titel Twilight in Forks ein Dokumentarfilm, der sich mit den Auswirkungen von Twilight auf die Stadt Forks und ihre Bewohner beschäftigt. Zu Ehren der Autorin Stephenie Meyer feiert die Stadt Forks jährlich den Stephenie-Meyer-Tag.

## Söhne und Töchter der Stadt
- Leann Hunley (* 1955), Filmschauspielerin und Fotomodell